# 卡斯巴赫-奥伦贝格
卡斯巴赫-奥伦贝格是德国莱茵兰-普法尔茨州的一个市镇。总面积4.78平方公里，总人口1350人，其中男性658人，女性692人（2011年12月31日），人口密度282人/平方公里。